# Knúkur, Mykines
Knúkur är ett 560 meter högt berg på ön Mykines på Färöarna. 
Berget är det högsta på Mykines men endast på plats 145 bland Färöarnas högsta berg.
Den 26 september 1970 störtade ett flygplan från Bergen till Vágar flygplats vid Knúkur på grund av dåligt väder, I olyckan avled 8 av 34 passagerare.